# Simone Böhme
Simone Böhme (født 17. august 1991) er en dansk håndboldspiller, der spiller for rumænske HC Dunărea Brăila og Danmarks kvindehåndboldlandshold.
I sæsonen 2012/13 blev hun efter en afstemningen blandt spillerne af Håndbold Spiller Foreningen kåret som årets spiller i damernes 1. division. Som spiller for Randers HK var hun i 2010, med til at vinde EHF Cup.
Sammen med kollegaen Stephanie Andersen fra både Randers HK og U19-landsholdet, skiftede Böhme i 2012 til Silkeborg-Voel KFUM. Selvom hun havde vundet mesterskaber med Randers, havde hun følt sig lidt overset og håbede med skiftet at få mere spilletid.  
I sæsonen 2015 skiftede Böhme til Viborg HK og skrev her en 2-årig kontrakt.
 I januar 2017 blev hun købt fri af den rumænske klub CSM Bucuresti og spillede der sæsonen ud. Hun skiftede i sommeren 2017 til den ungarske ligaklub Siófok KC, hvor hun spillede frem til 2022 inden et skifte til tyrkisk håndbold.
Hun fik slutrundedebut for Danmark ved VM i håndbold 2017 i Tyskland. Hun var også med til at vinde bronzemedaljer med Danmark, ved VM i kvindehåndbold 2021 i Spanien.